# Eustace de Montaut
Eustace de Montaut también Eustace de Monte Alto y Eustace Fitz Norman (c. 1027-1112) fue un caballero bretón convertido en noble de la órbita normanda. Su ascendencia se desconoce pero posiblemente su origen está vinculado a Monthault, Ille-et-Vilaine en Bretaña. 
Pasó de ser un soldado a barón del círculo de confianza de Guillermo el Conquistador durante la conquista normanda de Inglaterra en 1066, por lo que fue recompensado con varios feudos, como así se refleja en el Libro Domesday.
También participó en la conquista normanda de Gales, uniendo sus fuerzas con Hugo de Avranches en su lucha por subyugar a los galeses en Flintshire. Por sus servicios recibió los feudos de Montalt y Hawarden. Llegaría a ser conde palatino de Chester y mayordomo de la corte de Hugo de Avranches.

## Especulaciones
Algunos historiadores han pretendido identificarle como Eustaquio III de Boulogne pero sin éxito, pues parece por la actividad de ambos que fueron personas distintas. También se pretendió vincularlo a una familia italiana, los Montalto, pero por una parte no hay evidencias y por otro lado es más probable que sea una derivación de Montaut o Monte Alto en su forma de latín medieval. Por otro lado, algunas fuentes especulan que Eustace y Guillermo Fitz Norman es la misma persona.

## Herencia
Se desconoce el nombre de su esposa, pero las crónicas mencionan a varios hijos:
- Hugo de Montaut FitzNorman c. (1045-1130), su primogénito y heredero. 2º Baron of Chester. Sucedió a su padre como barón de Hugo de Avranches.[1]
- Roger de Montalt FitzNorman (c. 1052-?);
- Ralph de Montaut FitzNorman (c. 1050-1141), 4º Baron of Chester.

Algunas fuentes citan a otro hijo, Peter FitzNorman de Montalt, senescal de Chester.